# Уолтър Тевис
Уолтър Тевис (на английски: Walter Tevis) е американски писател на бестселъри в жанра драма и научна фантастика.

## Биография и творчество
Уолтър Стоун Тевис е роден на 28 февруари 1928 г. в Сан Франциско, Калифорния, САЩ. Когато е десетгодишен заболява от ревматизъм и родителите му го оставят в детски възстановителен дом, за да обработват ранчо в Кентъки. На 11 години пътува сам през страната, за да се завърне при семейството си. Завършва гимназията в Лексингтън, където се сприятелява с Тоби Кавано. На 17 става помощник-дърводелец във флота и служи на разрушителя USS „Хамилтън“ в Окинава.
След уволнението си учи в подготвителното училище към университета на Кентъки, а после получава през 1949 г. бакалавърска степен и през 1954 г. магистърска степен по английска филология в него. Учи и творческо писане заедно с Алфред Гътри. След дипломирането си работи като учител по различни науки в няколко малки градове в Кентъки. През 1957 г. се жени за Джейми Григс. Имат две деца – Уилям и Джули. Развеждат се през 1983 г.
Докато е студент започва да пише разкази, като първият му разказ „The Goldbrick“ е публикуван през 1957 г. После продължава да пише и докато работи като учител. Публикува в списанията „Съндей Ивнинг Поуст“, „Ескуайър“, „Редбук“, „Космополитън“ и „Плейбой“.
Дебютният му роман „The Hustler“ (Мошеникът) от поредицата „Бързият Еди Фелсън“ е публикуван през 1959 г. Главният герой Еди Фелсън е талантлив играч на билярд, който заработва пари мамейки други играчи представяйки се за аматьор. Една игра обаче ще промени живота му. В романа влага впечатленията си за играта получени докато работи в билярдна зала по време на следването си. През 1961 г. романът е екранизиран в едноименния филм с участието на Пол Нюман, Джаки Глийсън и Джордж Скот. Получава награда за адаптиран сценарий.
През 1960 г. завършва творческо писане в Творческата работилница към Университета на Айова.
През 1963 г. е публикуван фантастичния му роман „The Man Who Fell to Earth“ (Човекът, който падна на земята). През 1976 г. е екранизиран в едноименния филм с участието на Дейвид Боуи и Канди Кларк, а през 1987 г. в телевизионния филм с участието на Луис Смит и Джеймс Лауренсън.
В периода 1965 – 1977 г. е преподавател по английска литература и творческо писане в Университета на Охайо. В този период има проблеми с алкохола и се лекува.
Докато работи като учител се сблъсква с увеличаващата се неграмотност сред населението, което му дава идея за романа „Mockingbird“ (Присмехулник) публикуван през 1980 г. Действието му се развива през 25 век сред тоталната забрана за четене и доминация на машините, в която двама души се учат да четат и да мислят самостоятелно. Книгата е номинирана за награда „Небюла“.
През 1984 г. е издаден вторият му роман „The Color of Money“ (Цветът на парите) от поредицата „Бързият Еди Фелсън“. През 1986 г. е екранизиран в едноименния филм с участието на Пол Нюман и Том Круз.
През 1983 г. се жени за литературната агентка Елеанор Тевис.
Уолтър Тевис умира от рак на белите дробове на 8 август 1984 г. в Ню Йорк. Погребан е в Ричмънд, Кентъки. През 1991 г. е включен посмъртно в Залата на славата на Билярдния конгрес на Америка.

## Произведения

### Самостоятелни романи
- The Man Who Fell to Earth (1963)
- Mockingbird (1980)
- The Queen's Gambit (1983)
- The Steps of the Sun (1983)

### Серия „Бързият Еди Фелсън“ (Fast Eddie Felson)
1. The Hustler (1959)
2. The Color of Money (1984)

### Сборници
- Far from Home (1981)

### Разкази
- The Goldbrick (1957)
- The Hustler (1957)
- The Ifth of Oofth (1957)
- The Big Bounce (1958)
Допълнително свойство, сп. ”Наука и техника за младежта“ (1968), прев. Дж. Дестради
- Far from Home [short story] (1958)
- The Other End of the Line (1961)
- The Scholar's Disciple (1969)
- Rent Control (1979)
- The Apotheosis of Myra (1980)
- Echo (1980)
- Out of Luck (1980)
- Daddy (1981)
- Sitting in Limbo (1981)
- A Visit from Mother (1981)

### Екранизации
- 1959 Letter to Loretta – ТВ сериал, 1 епизод
- 1961 Играчът на билярд, The Hustler – по романа, сценарий
- 1976 Човекът, който падна на земята – по романа
- 1986 Цветът на парите, The Color of Money – по романа
- 1987 The Man Who Fell to Earth – ТВ филм по романа
- 2020 The Queen's Gambit – минисериал „Нетфликс“

### Книги за писателя
- My Life with the Hustler (2003) – от Джейми Григс, с илюстрации от живота им